# 41 Водолея
41 Водолея (лат. 41 Aquarii, HD 210960) — кратная звезда в созвездии Водолея на расстоянии (вычисленном из значения параллакса) приблизительно 233 световых лет (около 72 парсеков) от Солнца. Видимая звёздная величина звезды — +5,354m.

## Характеристики
Первый компонент — оранжевый гигант спектрального класса K0III или K1III. Масса — около 2,49 солнечных, радиус — около 7,88 солнечных, светимость — около 33,93 солнечных. Эффективная температура — около 4750 К.
Второй компонент — жёлто-белая звезда спектрального класса F2V или F8V. Радиус — около 1,76 солнечного, светимость — около 6,319 солнечных. Эффективная температура — около 6899 К. Удалён на 5,148 угловых секунды.
Третий компонент удалён на 212,1 угловых секунды.
Четвёртый компонент удалён на 12 угловых секунд.